# Tallinna FCI Levadia U21
Levadia II Tallinn (est. MTÜ SK FC Levadia II) – estoński klub piłkarski z siedzibą w Tallinnie. Jest drugim zespołem klubu Levadia Tallinn. Został założony w 1998 roku jako FC Maardu.

## Historia
Chronologia nazw:
- 1998—2000: FC Maardu
- 2001—2003: Levadia Tallinn
- 2003—...: Levadia II Tallinn

Klub został założony jako FC Maardu 22 października 1998 roku, kiedy to drużyna piłkarska FK Olümp Maardu rozpoczęła współpracę w firmą metalurgiczną OÜ Levadia. Tak jak pierwsza drużyna w sezonie 1998 Levadia Maardu wygrała rozgrywki Esiliigi i awansowała do Meistriliigi, to druga drużyna pod nazwą FC Maardu startowała w 1999 w Esiliiga. W 2000 druga drużyna połączyła się z KSK Vigri Tartu, który również występował w Esiliiga. Dzięki takiemu wzmocnieniu druga drużyna zajęła 1. miejsce i zdobyła awans do Meistriliigi. W pierwszym roku gry w najwyższej klasie rozgrywkowej w kraju klub występował w Tallinnie, dlatego również zmienił nazwę na Levadia Tallinn w odróżnieniu od pierwszej drużyny Levadia Maardu, występującej również w Meistriliidze. W 2002 obie drużyny spotkali się w finale Pucharu Estonii, gdzie druga drużyna pokonała pierwszą i zdobyła awans do gry w pucharach europejskich. Kiedy 29 grudnia 2003 klub przeniósł się do stolicy, pierwsza drużyna zmieniła nazwę na Levadia Tallinn, a druga drużyna otrzymała nazwę Levadia II Tallinn. W sezonie 2004 druga drużyna Levadia II Tallin sprzedała licencję gry w najwyższej klasie dla klubu JK Merkuur Tartu i startowała w II lidze.

## Sukcesy
- mistrz Esiliigi: 2000
- zdobywca Pucharu Estonii: 20021

1W finale pokonał pierwszą drużynę klubu Levadia Tallinn.